# Epepeotes diversus
Epepeotes diversus es una especie de escarabajo longicornio del género Epepeotes, subfamilia Lamiinae. Fue descrita científicamente por Pascoe en 1866.
Se distribuye por Indonesia. Mide 20 milímetros de longitud.